# 「職業:アイドル。」
「「職業:アイドル。」」（しょくぎょう:アイドル）はアイドリング!!!の楽曲。2008年11月19日にポニーキャニオンからリリースした、通算4枚目のシングル。

## 背景・制作
前作「告白」から、4ヶ月後に発表した4thシングル。
翌年春までに、加藤沙耶香・小泉瑠美・江渡万里彩・滝口ミラ・ミシェル未来の5名が卒業するため、17人編成として最後の作品である。オリコンウィークリーチャートでは、これまで最高の5位にランクインした。
表題曲
制作は、Tonji、7chi子♪（作詞）・Funta7（作曲）の共作。歌詞の内容は、当時のメンバーの現状を如実に表しており、以降はグループを代表する曲として定着し、歌い継がれている。
カップリング曲
「トキメキDREAMィング!!!」は、ロックバンド・hare-brained unityの提供による作曲。「レモンドロップ」は夏をテーマにした楽曲となっている。両曲とも、溝口貴紀が作詞を務めた。
収録メンバー
- 加藤沙耶香・小泉瑠美・遠藤舞・江渡万里彩・滝口ミラ・外岡えりか・谷澤恵里香・フォンチー・横山ルリカ・森田涼花・河村唯・長野せりな・酒井瞳・朝日奈央・菊地亜美・三宅ひとみ・ミシェル未来

## リリース
シングルCDは初回限定盤、通常盤の2形態でリリース。初回限定盤には、レギュラー出演している『アイドリング!!!』の特別映像（「2期生オーディション記録映像」「舞台裏密着映像」）を収録したDVDが付属。通常盤の初回生産分には、特製トレーディングカード（全17種の内ランダム1枚）の封入特典が付く。また、収録曲は2008年10月度に先行配信されている。
特典企画
協力店舗でのみ先着購入者に「CDスリーブケース」を進呈をする、コラボ企画を実施している。

## プロモーション
楽曲のプロモーションで、以下のメディアに出演した。
テレビ番組
- 東海テレビ大感謝祭（2008年11月1日、わんだほ〜そ〜局）
- サキドリ!（2008年11月14日、MUSIC ON! TV） - MVオンエア
- mashup!音王MUSIO（2008年11月16日、仙台放送）
- Kiss x Kiss（2008年11月23日、MUSIC ON! TV） - MVオンエア
- 魁!音楽番付〜JET〜（2008年12月3日、フジテレビ）

ラジオ番組
- ENJOY MUSIC（2008年11月24日、NACK5）
- SUNMALL LIVE ON RADIO（2008年12月13日、広島FM）

主催イベント
発売を記念した握手会イベントが、以下の日時・場所で実施された。
- 2008年11月20日・21日 フジテレビ湾岸スタジオ
- 2008年11月29日 広島サンモール 5Fワイワイスタジオ
- 2008年11月30日 タワーレコード名古屋近鉄パッセ店 イベントスペース

## ミュージック・ビデオ
ミュージック・ビデオはリリース後に、アイドリング!!!公式YouTubeチャンネルで、フルバージョンが無料公開された。初回限定盤に付属のDVDにも収録されている。
担当したのは、映像ディレクター・福居英晃。映像は、減色が施されている。劇中では、メンバーそれぞれの趣味・特技に因んだアイテムを所持した演出をしている。フォンチーのアオザイ、横山ルリカのドラムスティック、森田涼花の柔道衣などは、実際の私物を使用した。

## ライブ・パフォーマンス
発売記念イベント兼ねたミニライブが、以下の日時・場所で実施された。
「職業:アイドル。」発売記念イベント
- 2008年11月19日 フジテレビ本社屋
- 2008年11月22日 東京ドームシティ ラクーアガーデンステージ
- 2008年11月23日 石丸電気SOFT2 7Fホール / サンストリート亀戸 マーケット広場
- 2008年11月29日 キャナルシティ博多
- 2008年11月30日 浜松市サンストリート浜北 イベント広場

ライブイベント
収録曲は、以下のイベント等でライブ披露している。
- 東海テレビ大感謝祭（2008年11月1日、名古屋市栄 もちの木広場）
- 学園祭『早稲田大学』 / 『日本大学 経済学部』（2008年11月2日）
- アニバーサリースペシャルライブ『ENJOY MUSIC』（2008年11月24日、イオンモール日の出）
- フジテレビ『HOT☆FANTASY ODAIBA』2008-2009（2008年12月13日 - 2009年1月4日、フジテレビ本社屋）
- アイドリング!!! 4th LIVE 何かが起こる予感が…ング!!!（2009年1月18日、中野サンプラザ）

## メディアでの使用
楽曲は以下のメディアで使用された。
「トキメキDREAMィング!!!」
- 『ROBO_JAPAN 2008』イメージソング

「レモンドロップ」
- 映画『ピョコタン・プロファイル』エンディングテーマ

## シングル収録トラック
| #         | タイトル                              | 作詞           | 作曲               | 編曲              | 時間  |
| --------- | ------------------------------------- | -------------- | ------------------ | ----------------- | ----- |
| 1.        | 「「職業:アイドル。」」               | Tonji、7chi子♪ | Funta7             | Funta7            | 4:27  |
| 2.        | 「トキメキDREAMィング!!!」            | 溝口貴紀       | hare-brained unity | K-LaB（佐薹一雪） | 4:32  |
| 3.        | 「レモンドロップ」                    | 溝口貴紀       | 佐薹一雪           | K-LaB（佐薹一雪） | 4:20  |
| 4.        | 「「職業:アイドル。」」(Instrumental) |                |                    |                   | 4:27  |
| 合計時間: | 合計時間:                             | 合計時間:      | 合計時間:          | 合計時間:         | 17:46 |

| #  | タイトル                             | 作詞 | 作曲・編曲 | ビデオディレクター |
| -- | ------------------------------------ | ---- | ---------- | ------------------ |
| 1. | 「「職業:アイドル。」」(Music Video) |      |            | 福居英晃           |
| 2. | 「アイドリング!!!特別映像」          |      |            |                    |